# Списак припадника НОВЈ одликованих од СССР
Списак припадника Народноодлободилачке војске и партизанских одреда Југославије (НОВ и ПОЈ) одликованих од стране Савеза Совјетских Социјалистичких Република (СССР) за своје заслуге у борби против заједничког фашистичког непријатеља у току Другог светског рата, од 1941. до 1945. године.
Врховни командант НОВ и ПОЈ маршал Југославије Јосип Броз Тито је за своје заслуге у руковођењу током Народноослободилачког рата, од стране Врховног Президијума СССР-а био одликован два пута — Орденом Суворова првог реда, 5. септембра 1944, а потом и Орденом победе, 9. септембра 1945. године.

## Одликовани
Неки од одликованих генерала, официра, подофицира и војника Народноослободилачке војске и партизанских одреда Југославије, совјетским одликовањаима:

### Орден Лењина
- Едвард Кардељ, одликован 5. септембра 1944.[2]

### Орден Суворова
- Орден Суворова првог реда:
  - Јосип Броз Тито, одликован 5. септембра 1944.[1]
  - Арсо Јовановић, одликован 15. октобра 1945.
  - Коча Поповић, одликован 15. октобра 1945.
  - Александар Ранковић, одликован 15. октобра 1945.
- Орден Суворова другог реда:
  - Михаило Апостолски, одликован 5. септембра 1944.[3]
  - Иван Гошњак, одликован 5. септембра 1944.[3]
  - Пеко Дапчевић, одликован 5. септембра 1944.[3]
  - Коча Поповић, одликован 5. септембра 1944.[3]
  - Франц Розман, одликован 5. септембра 1944.[3]
  - Велимир Терзић, одликован 5. септембра 1944.[3]

### Орден Кутузова
- Орден Кутузова првог реда: 
  - Светозар Вукмановић, одликован 5. септембра 1944.[3]
  - Милован Ђилас, одликован 5. септембра 1944.[3]
  - Сретен Жујовић, одликован 5. септембра 1944.[3]
  - Арсо Јовановић, одликован 5. септембра 1944.[3]
  - Сава Ковачевић, одликован постхумно
  - Иван Милутиновић, одликован 5. септембра 1944.[3]
  - Александар Ранковић, одликован 5. септембра 1944.[3]
  - Родољуб Чолаковић
- Орден Кутузова другог реда: 
  - Ладислав Амброжич, одликован 5. септембра 1944.[3]
  - Петар Драпшин, одликован 5. септембра 1944.[3]
  - Павле Јакшић, одликован 5. септембра 1944.[3]
  - Васо Јовановић, одликован 5. септембра 1944.[3]
  - Ђоко Јованић, одликован 5. септембра 1944.[3]
  - Вељко Ковачевић, одликован 5. септембра 1944.[3]
  - Данило Лекић, одликован 5. септембра 1944.[3]
  - Милутин Морача, одликован 5. септембра 1944.[3]
  - Владимир Матетић, одликован 5. септембра 1944.[3]
  - Коста Нађ, одликован 5. септембра 1944.[3]
  - Марко Перичин, одликован 5. септембра 1944.[3]
  - Славко Родић, одликован 5. септембра 1944.[3]
  - Владо Ћетковић, одликован 5. септембра 1944.[3]
  - Владо Шегрт, одликован 5. септембра 1944.[3]

### Орден Отаџбинског рата
- Орден Отаџбинског рата првог реда:
  - Јосип Антоловић
  - Ратко Павловић Ћићко, одликован постхумно
  - Даворјанка Пауновић Зденка
  - Павле Пекић
- Орден Отаџбинског рата другог реда:
  - Петар Војводић
  - Живко Живковић
  - Радивоје Јовановић, одликован 5. септембра 1944.[3]
  - Воја Радић
  - Стево Рауш, одликован 5. септембра 1944.[3]
  - Срећко Реић
  - Драгутин Станић, одликован 5. септембра 1944.[3]
  - Петар Станковић Љуба
  - Богдан Ступар, одликован 5. септембра 1944.[3]
  - Перо Ћетковић, одликован постхумно
  - Халил Хаџимуртезић, одликован 5. септембра 1944.[3]

### Орден црвене заставе
- Вицко Антић
- Јосип Антоловић
- Анте Банина, одликован 5. септембра 1944.[3]
- Владо Бајић, одликован 5. септембра 1944.[3]
- Митар Бакић, одликован 5. септембра 1944.[3]
- Божо Божовић, одликован 5. септембра 1944.[3]
- Љубо Вучковић, одликован 5. септембра 1944.[3]
- Милош Зекић, одликован 5. септембра 1944.[3]
- Душан Кораћ
- Глигорије Мандић, одликован 5. септембра 1944.[3]
- Владо Поповић, одликован 5. септембра 1944.[3]
- Раде Ристановић, одликован 5. септембра 1944.[3]
- Стане Семич, одликован 5. септембра 1944.[3]
- Нико Стругар, одликован 5. септембра 1944.[3]
- Иван Туршич, одликован 5. септембра 1944.[3]
- Раде Хамовић, одликован 5. септембра 1944.[3]
- Бошко Шиљеговић, одликован 5. септембра 1944.[3]